# Липтон, Сара
Сара Липтон (англ. Sara Lipton, род. 1962) — историк, специалист по Средневековью. Она является профессором истории в Университете Стони-Брук, где она была назначена заведующей кафедрой на 2023-2026 учебные годы. Она была избрана на пост 100-го президента Американской академии медиевистики (2024-25).
Липтон известна своими работами о средневековых истоках антисемитизма в иконографии.

## Книги авторства Липтон
- Lipton, Sara. Dark Mirror: The Medieval Origins of Anti-Jewish Iconography. — New York : Metropolitan Books/Henry Holt[англ.], 2014. — ISBN 978-0805079104. В книге прослеживается развитие антисемитских образов с 1000-х по 1400-е годы[5][6][7][8]. Книга была удостоена премии Джона Николаса Брауна за лучшую первую книгу от Американской академии медиевистики.
- Lipton, Sara. Images of Intolerance: The Representation of Jews and Judaism in the Bible moralisée. — Berkeley and Los Angeles : University of California Press, 1999. — ISBN 978-0520215511. Книга получила премию имени Джордана Шнитцера за культурные исследования и медиа-исследования 2015 года от Ассоциации иудаистики[англ.].